# ملکه رقصان
«ملکه رقصان» (به انگلیسی: Dancing Queen) نام یکی از ترانه‌های گروه سوئدی آبا است که در سال ۱۹۷۶ انتشار یافت. از این ترانه عموماً به عنوان یکی از موفق‌ترین تک‌آهنگهای دهه هفتاد میلادی و همچنین یکی از بهترین تک‌آهنگ‌های تمام دوران یاد می‌شود. این ترانه از نظر بسیاری ترانه شناسه گروه آبا محسوب می‌شود. این ترانه تاکنون توسط تعداد زیادی از خوانندگان و گروه‌های موسیقی بازخوانی شده‌است و همچنین تعداد زیادی از خوانندگان این ترانه را به صورت زنده اجرا کرده‌اند.

## رتبه در جداول موسیقی
| جداول موسیقی (۱۹۷۶-۱۹۷۷)     | رتبه |
| ---------------------------- | ---- |
| جدول تک‌آهنگ‌های سوئد          | ۱    |
| ۱۰۰ آهنگ داغ بیلبورد آمریکا  | ۱    |
| جدول تک‌آهنگ‌های استرالیا      | ۱    |
| جدول تک‌آهنگ‌های اتریش         | ۴    |
| جدول تک‌آهنگ‌های بلژیک         | ۱    |
| جدول تک‌آهنگ‌های بریتانیا      | ۱    |
| جدول تک‌آهنگ‌های کانادا        | ۱    |
| جدول تک‌آهنگ‌های دانمارک       | ۱    |
| جدول تک‌آهنگ‌های هلند          | ۱    |
| جدول صد آهنگ برتر اروپا      | ۱    |
| جدول تک‌آهنگ‌های فنلاند        | ۳    |
| جدول تک‌آهنگ‌های فرانسه        | ۵    |
| جدول تک‌آهنگ‌های آلمان         | ۱    |
| جدول تک‌آهنگ‌های ایرلند        | ۱    |
| جدول تک‌آهنگ‌های ایتالیا       | ۱۴   |
| جدول تک‌آهنگ‌های ژاپن          | ۱۹   |
| جدول تک‌آهنگ‌های مکزیک         | ۱    |
| جدول تک‌آهنگ‌های نیوزلند       | ۱    |
| جدول تک‌آهنگ‌های نروژ          | ۱    |
| جدول تک‌آهنگ‌های زیمبابوه      | ۱    |
| جدول تک‌آهنگ‌های آفریقای جنوبی | ۱    |
| جدول تک‌آهنگ‌های شوروی         | ۱    |
| جدول تک‌آهنگ‌های اسپانیا       | ۱۰   |
| جدول تک‌آهنگ‌های سوئیس         | ۳    |